# Millie Small
Millicent Dolly May Small CD —també coneguda com a Millie, Millie Small i Little Millie Small— (Claredon, Jamaica 6 d'octubre de 1946 - Londres, 5 de maig de 2020) va ser una cantant jamaicana, especialment coneguda per la cançó de 1964 «My Boy Lollipop».

## Formació
Millie va ser filla d'un recol·lector de plantacions de sucre. L'any 1962, durant la seva adolescència, va enregistrar un duet amb Owen Gray ("Sugar Plum") i, més tard, amb Roy Panton, sota la producció de Coxsone Dodd amb el segell discogràfic jamaicà Studio One com a Roy and Millie. Amb la cançó «We'll Meet» van arribar a assolir un gran èxit local.
Al final de 1963 va anar al districte de Forest Hill de Londres per a enregistrar unes cançons amb Ernest Ranglin i la reedició de «My Boy Lollipop», que originalment va enregistrar Barbie Gaye l'any 1956. El març de 1964 es van publicar els senzills, i van ser un gran èxit, arribant al número dos de l'UK Singles Chart britànic i del Billboard Hot 100 estatunidenc. L'any 1964 es van vendre més de 600.000 còpies al Regne Unit.
«My Boy Lollipop» va ser doblement important a la història de la música pop. En primer lloc, va ser el primer gran èxit d'Island Records (tot i que va ser llançada a través de Fontana Records perquè Chris Blackwell, propietari d'Island Records, no volia estendre massa el segell aleshores per escassos recursos econòmics, als Estats Units el disc va ser distribuït per Smash Records, una filial de Mercury Records). En segon lloc, Small va ser la primera cantant a aconseguir un èxit amb un tema d'estil bluebeat, un gènere musical emergent a la Jamaica de l'època, antecedent directe del reggae.
Small va continuar de gira i actuant a Jamaica, però el 1971 va decidir traslladar-se a viure a Singapur. L'any 1973 va tornar al Regne Unit per a coincidir amb el llançament d'un altre àlbum recopilatori, Lollipop Reggae. A partir de llavors, es va quedar al marge del públic, fins i tot quan «My Boy Lollipop» va ser reeditada i al Regne Unit l'any 1987 i classificada en el núm. 46.

## Vida Personal
Va tenir una breu relació amb Peter Asher del duo Peter & Gordon. Va viure a Singapur del 1971 a 1973 abans de tornar al Regne Unit, lloc on va residir fins al final de la seva vida. Va tenir una filla, Jaelee, nascuda l'any 1984, que va estudiar art i indústria musical i es va esdevenir cantautora.

## Discografia
- «Don't You Know» / «Until You're Mine» (1963)
- «My Boy Lollipop» (1964)
- «Sweet William» (1964)
- «I Love The Way You Love» / «Bring It On Home To Me» (1964)
- «I've Fallen In Love With A Snowman» / «What Am I Living For» (1965)
- «See You Later Alligator» / «Chilly Kisses» (1965)
- «My Street» / «It's Too Late» (1965)
- «Bloodshot Eyes» / «Tongue Tied» (1965)
- «My Street» / «A Mixed Up Fickle Moody Self-centred, Spoiled Kind Of Boy» (1966)
- «Killer Joe» / «Carry Go Bring Come» (1966)
- «You Better Forget» / «I Am In Love» (1967)
- «Chicken Feed» / «Wings Of A Dove» (1967)
- «When I Dance With You» / «Hey Mr. Love» (1968)
- «Readin' Writin' Arithmetic» / «I Want You Never To Stop» (1969)
- «Time Will Tell» (2004)